# Touka-Foulbé
Pour les articles homonymes, voir Touka (homonymie).
Ne doit pas être confondu avec Touka.
Touka-Foulbé est une localité située dans le département de Kongoussi de la province du Bam dans la région Centre-Nord au Burkina Faso. Lors du recensement de 2006, on y a dénombré 250 habitants. 